# Benzoylchloride
Benzoylchloride (vaak ook benzeencarbonylchloride genoemd) is een organische verbinding van een benzeenring en een carbonylgroep, met als brutoformule C7H5OCl. Het is een kleurloze vloeistof, die reageert met water. De stof wordt meestal gebruikt als tussenvorm in de synthese van kleurstoffen, parfums, geneesmiddelen en (kunst)harsen.

## Reacties
Benzoylchloride reageert met water, om zo zoutzuur en benzoëzuur te vormen:
{\displaystyle \mathrm {C_{7}H_{5}OCl\ +\ H_{2}O\longrightarrow \ C_{7}H_{6}O_{2}\ +\ HCl} }
De stof reageert ook met natriumperoxide, om zo benzoylperoxide en natriumchloride te vormen:
{\displaystyle \mathrm {2\ C_{7}H_{5}OCl\ +\ Na_{2}O_{2}\ \longrightarrow \ C_{14}H_{10}O_{4}\ +\ 2\ NaCl} }